# Wereldkampioenschappen schaatsen junioren 2020
De Wereldkampioenschappen schaatsen junioren 2020 vonden van 21 tot en met 23 februari plaats op de overdekte kunstijsbaan Arena Lodowa te Tomaszów Mazowiecki, Polen.
Het was de 49e editie van het WK voor junioren en de vierde editie die in Polen plaatsvond. In 1992 en 2005 was de onoverdekte kunstijsbaan Tor Stegny te Warschau plaats van handeling, in 2009 de onoverdekte kunstijsbaan Tor Cos te Zakopane.
Naast de allroundtitels voor jongens (49e) en meisjes (48e) en de wereldtitels in de ploegenachtervolging voor landenteams (19e) waren er voor de twaalfde keer wereldtitels op de afstanden te verdienen. De jongens streden voor de wereldtitel op de 500, 1000, 1500 en 5000 meter en de meisjes voor de wereldtitel op de 500, 1000, 1500 en 3000 meter. Verder werden de wereldtitels in de massastart en teamsprint voor de zesde keer vergeven.

## Programma
| Programma                                                 | Programma                                                     | Programma |
| vrijdag 21 februari                                       | zaterdag 22 februari                                          | zondag 23 februari |
| --------------------------------------------------------- | ------------------------------------------------------------- | --- |
| 500 m meisjes 500 m jongens 1500 m meisjes 1500 m jongens | 1000 m meisjes 1000 m jongens 3000 m meisjes* 5000 m jongens* | Ploegenachtervolging meisjes Ploegenachtervolging jongens Teamsprint meisjes Teamsprint jongens Massastart meisjes Massastart jongens |

* 3000m meisjes en 5000m jongens met kwartetstart 

## Medaillewinnaars

### Jongens
| Onderdeel     | Goud                                                    | Zilver                                                     | Brons                                                     |
| ------------- | ------------------------------------------------------- | ---------------------------------------------------------- | --------------------------------------------------------- |
| 500 m         | Katsuhiro Kuratsubo                                     | Artjom Arefjev                                             | Wataru Morishige                                          |
| 1000 m        | Peder Kongshaug                                         | Cho Sang-hyeok                                             | Katsuhiro Kuratsubo                                       |
| 1500 m        | Tsubasa Horikawa                                        | Stepan Tsjistiakov                                         | Chung Jae-won                                             |
| 5000 m        | Daniil Aldosjkin                                        | Yves Vergeer                                               | Casey Dawson                                              |
| Allround      | Stepan Tsjistiakov                                      | Chung Jae-won                                              | Pavel Taran                                               |
| Massastart    | Tsubasa Horikawa                                        | Gabriel Odor                                               | Shin Jae-wan                                              |
| Teamsprint    | Zuid-Korea Cho Sang-hyeok Lee Byeong-hun Oh Sang-hun    | Rusland Daniil Aldosjkin Artjom Arefjev Stepan Tsjistiakov | Nederland Jarle Gerrits Kai in 't Veld Stefan Westenbroek |
| Achtervolging | Rusland Daniil Aldosjkin Pavel Taran Stepan Tsjistiakov | Japan Motonaga Arito Tsubasa Horikawa Taiyo Morino         | Nederland Jarle Gerrits Yves Vergeer Harm Visser          |

### Meisjes
| Onderdeel     | Goud                                                | Zilver                                                          | Brons                                                                   |
| ------------- | --------------------------------------------------- | --------------------------------------------------------------- | ----------------------------------------------------------------------- |
| 500 m         | Femke Kok                                           | Moe Kumagai                                                     | Robin Groot                                                             |
| 1000 m        | Femke Kok                                           | Robin Groot                                                     | Marrit Fledderus                                                        |
| 1500 m        | Robin Groot                                         | Femke Kok                                                       | Merel Conijn                                                            |
| 3000 m        | Robin Groot                                         | Momoka Horikawa                                                 | Merel Conijn                                                            |
| Allround      | Femke Kok                                           | Robin Groot                                                     | Alexa Scott                                                             |
| Massastart    | Robin Groot                                         | Laura Peveri                                                    | Merel Conijn                                                            |
| Teamsprint    | Nederland Myrthe de Boer Marrit Fledderus Femke Kok | Rusland Jelizaveta Agafosjina Marina Avtonomova Irina Slesareva | Zuid-Korea Kang Soo-min Kim Min-hui Shin Seung-heun                     |
| Achtervolging | Nederland Merel Conijn Robin Groot Femke Kok        | Japan Ayuri Fukuoka Momoka Horikawa Rin Kosaka                  | Rusland Jelizaveta Agafosjina Anastasia Grigoreva Alexandra Kravtsjenko |

## Belgische deelnemers
| Jason Suttels | 21e | 15e | 8e |

## Nederlandse deelnemers
| Jongens            | Jongens | Jongens | Jongens | Jongens | Jongens | Jongens | Jongens | Jongens |
| Naam               | 0500m   | 1000m   | 1500m   | 5000m   | Allr.   | Mass.   | TSpr.   | PAch.   |
| ------------------ | ------- | ------- | ------- | ------- | ------- | ------- | ------- | ------- |
| Jarle Gerrits      | 6e      | 7e      | 39e     |         | 19e     |         | Brons   | Brons   |
| Kai in 't Veld     |         | 13e     | 13e     |         |         |         | Brons   |         |
| Yves Vergeer       |         |         |         | Zilver  |         | 28e     |         | Brons   |
| Harm Visser        |         |         | 15e     |         |         | 13e     |         | Brons   |
| Stefan Westenbroek | 8e      | 23e     |         |         |         |         | Brons   |         |
| Meisjes            |         |         |         |         |         |         |         |         |
| Naam               | 0500m   | 1000m   | 1500m   | 3000m   | Allr.   | Mass.   | TSpr.   | PAch.   |
| Myrthe de Boer     | 13e     | 7e      | 11e     |         | 20e     |         | Goud    |         |
| Merel Conijn       |         |         | Brons   | Brons   |         | Brons   |         | Goud    |
| Marrit Fledderus   | DNF     | Brons   |         |         |         |         | Goud    |         |
| Robin Groot        | Brons   | Zilver  | Goud    | Goud    | Zilver  | Goud    |         | Goud    |
| Femke Kok          | Goud    | Goud    | Zilver  | 4e      | Goud    |         | Goud    | Goud    |